# BMW G01
BMW G01 (eller BMW X3) är en SUV, tillverkad av den tyska biltillverkaren BMW mellan 2017 och 2024.

## Motor
| Modell           | Årsmodell | Motor                    | Cylindervolym | Effekt     | Bränslesystem                      |
| ---------------- | --------- | ------------------------ | ------------- | ---------- | ---------------------------------- |
| X3 xDrive 20d    | 2018-24   | B47: 4-cyl radmotor DOHC | 1995 cm³      | 190 hk     | Common rail turbodiesel            |
| X3 xDrive 25d    | 2018-19   | B47: 4-cyl radmotor DOHC | 1995 cm³      | 231 hk     | Common rail turbodiesel            |
| X3 xDrive 30d    | 2018-24   | B57: 6-cyl radmotor DOHC | 2993 cm³      | 265-286 hk | Common rail turbodiesel            |
| X3 xDrive M40d   | 2019-24   | B57: 6-cyl radmotor DOHC | 2993 cm³      | 326-340 hk | Common rail turbodiesel            |
| X3 xDrive 20i    | 2018-24   | B48: 4-cyl radmotor DOHC | 1998 cm³      | 184 hk     | Direktinsprutning, turbo           |
| X3 xDrive 30i    | 2018-24   | B48: 4-cyl radmotor DOHC | 1998 cm³      | 245-252 hk | Direktinsprutning, turbo           |
| X3 xDrive 30e    | 2020-24   | B48: 4-cyl radmotor DOHC | 1998 cm³      | 292 hk     | Direktinsprutning, turbo + elmotor |
| X3 M40i          | 2018-24   | B58: 6-cyl radmotor DOHC | 2998 cm³      | 354-360 hk | Direktinsprutning, turbo           |
| X3 M             | 2020-21   | S58: 6-cyl radmotor DOHC | 2998 cm³      | 480 hk     | Direktinsprutning, biturbo         |
| X3 M Competition | 2020-24   | S58: 6-cyl radmotor DOHC | 2998 cm³      | 510 hk     | Direktinsprutning, biturbo         |
| iX3              | 2021-     | 1 elmotor                |               | 286 hk     |                                    |